# Clermont-Tonnerre (Adelsgeschlecht)

Wappen der Clermont-Tonnerre

Clermont-Tonnerre ist eine der ältesten Familie des französischen Adels, die seit dem 11. Jahrhundert bezeugt ist, sich in verschiedene Linien aufspaltete, von denen die noch heute bestehende, seit dem 16. Jahrhundert herzogliche Linie (seit 1775 im Herzogtum Clermont-Tonnerre) zum Hochadel zählt.
Das Haus Clermont-Tonnerre ist zu unterscheiden vom nordfranzösischen Haus Clermont aus der Grafschaft Clermont-en-Beauvaisis. Ebenso sind sie zu unterscheiden von den Grafen von Clermont in der Auvergne (dem späteren Clermont-Ferrand), ein Titel, den die Dauphins von Auvergne zeitweise trugen. 

## Geschichte

### Die Clermont in der Dauphiné

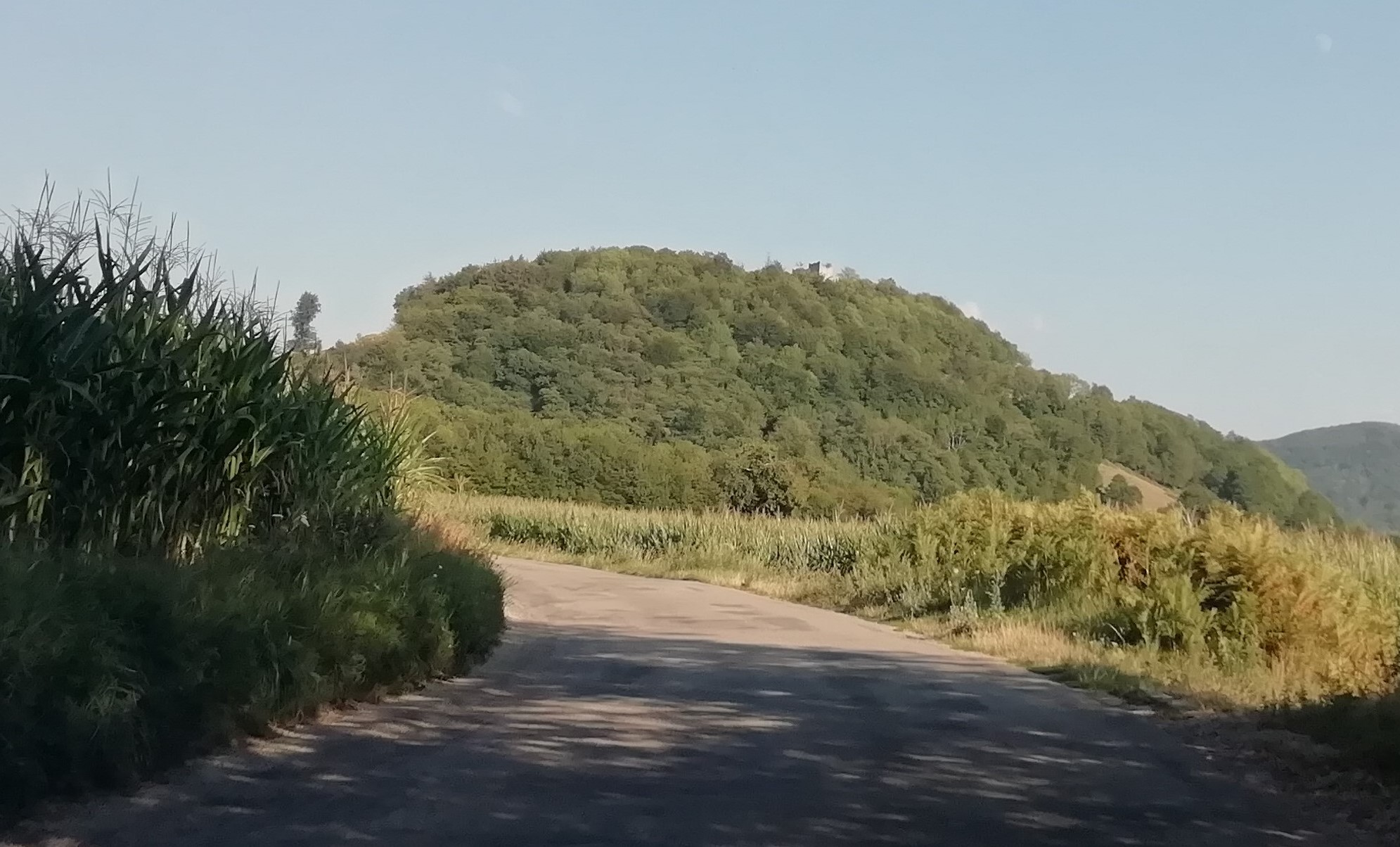
Burgberg von Clermont

Die Familie stammt aus der Dauphiné, führt ihren Namen nach dem kleinen Ort Clermont (heute Teil von Chirens), der in der Nähe des Lac de Paladru auf einem Hügel liegt. Nicht weit von Clermont befinden sich die Ruinen der Burg Clermont, die von den frühen Clermont im 12. Jahrhundert erbaut wurde. Das erste Wappen der Familie nahm Bezug auf die Schreibweise des Namens als Clair-mont, heller Berg; das spätere Schlüssel-Wappen legt die Form Clefmont nahe.
Der erste bekannte Clermont ist Sibaud I., Seigneur de Clermont et de Saint-Geoire (heute im Département Isère), Teilnehmer des Ersten Kreuzzugs von 1096. Er besaß acht Burgherrschaften: Clermont, Saint Geoire, Montferrat, Vallières, Recoing, Châbons, Réaumont, Chirens und Hautefort (in Saint-Nicolas-de-Macherin). Er heiratete Adélaïs d’Albon, Tochter von Guigues II., Graf von Grenoble und Albon, aus dem Geschlecht der späteren Grafen und Dauphins von Viennois.
Die Familie teilte sich in die vier länger bestehenden Linien Clermont-Montoison, Clermont-Chaste, Clermont-Geyssans, Clermont-Dampierre.
Die Herrschaft Montoison kam 1350 durch Einheirat der Erbtochter der Familie du Pouzin de Montoison an die Clermont, die sie bis zur Französischen Revolution hielten. Zu dieser Zeit befand sich das Königreich Burgund in Auflösung, die spätere Dauphiné war in verschiedene unabhängige Gebiete zerfallen, die sich auf Kosten des Königreichs bildeten oder vergrößerten. Die neuen Fürstentümer wurden vom Adel und dem Klerus gegründet: Der Erzbischof von Embrun und der Bischof von Grenoble regierten als Fürsten, der Erzbischof von Vienne, die Bischöfe von Valence, Gap und Die als Grafen mit jeweils beträchtlicher Zahl von Vasallen. Unter den weltlichen Fürsten sind es die Grafen von Albon und späteren Dauphins von Viennois, die Grafen von Savoyen, Salmorenc, Valentinois und Diois, die Familien La Tour-du-Pin, Clermont, Sassenage, Mévouillon und Montauban, die sich untereinander auf gleicher Augenhöhe begegneten: in allen Verträgen, die die Clermont bis 1340 unterzeichnen, treten sie gegenüber den Dauphins und den Savoyern ohne Rangunterschied auf. Lediglich die Territorien Savoyen, Diois und Valentinois überlebten das 14. Jahrhundert in dieser Form. Die anderen verloren nach und nach ihre Unabhängigkeit, oft durch Gewalt, und unterwarfen sich den drei anderen. Das Haus Clermont war das letzte, das auf seine Rechte verzichtete. Der Vertrag, der den Besitz der Clermont dem Dauphin von Viennois unterstellte, stammt aus dem Jahr 1340 – allerdings wurde der Baron von Clermont dabei zum Premier Pair, Connétable und erblichen Großmeister der Dauphiné ernannt, so dass der Baron von Clermont in der Dauphiné den zweithöchsten Rang einnahm. Das Große Wappen der Clermont-Tonnerre wird daher von den Fahnen des Dauphin von Viennois sowie der Dauphiné geziert.

### Die Clermont am Königshof

Wappen des Herzogs von Clermont-Tonnerre (mit der französischen Herzogs- sowie der päpstlichen Fürstenkrone)

Bernardin de Clermont-Montoison, Vicomte de Talart, heiratete 1496 Anne d’Husson, Erbgräfin von Tonnerre. Dadurch fiel Ende des 16. Jahrhunderts die Grafschaft Tonnerre an die Clermont-Montoison. Seitdem nennen diese sich Clermont-Tonnerre. Henri de Clermont-Tonnerre wurde im 16. Jahrhundert zum Herzog erhoben, die Herzogswürde 1775 erneuert. Die Clermont-Tonnerre verzweigten sich in die herzogliche Linie, die Grafen von Thoury, die Marquis von Montoison sowie die savoyischen Grafen von Mont-Saint-Jean, Coucy und Maserany.
Es gelang der Familie, ihre Rechte in die Vereinigung der Dauphiné mit Frankreich hinüber zu retten. Henri de Clermont, Duc de Clermont und Pair de France seit dem 1. Mai 1571 (vom Parlement am 10. Juni 1572 bestätigt) hätte seinen Nachkommen die Pairie vererbt, wenn durch einen Fehler bei der Registrierung durch das Parlement diese Ehre nicht mit seinem Tod 1573 erloschen wäre. 
Durch die Heirat des Julien de Clermont († 1563) mit Claude de Rohan-Gié erhielt er 1541 die Baronie Thoury, die sie von ihrem ersten Ehemann geerbt hatte; doch mussten sie die Domäne Thoury an Franz I. verkaufen, der dadurch den Besitz seines Schlosses Chambord erweiterte; sie erhielten im Tausch das Schloss Muides-sur-Loire. Claude wurde zur Mätresse des Königs und war Teil des Netzwerks, das die Familie Clermont um drei Generationen französischer Monarchen aufrechterhielt, da ihr Schwager Antoine III. de Clermont († 1578) einer der Favoriten des späteren Königs Heinrich II. (1519–1559) wurde, nachdem er 1532 Françoise de Poitiers geheiratet hatte, die Schwester von Heinrichs langjähriger Mätresse Diane de Poitiers, und da ihre Schwägerin Louise de Clermont († 1596) die Vertraute der Königin Caterina de’ Medici und Gouvernante des späteren Königs Karl IX. (1550–1574) war.
François Joseph de Clermont-Tonnerre musste 1684 die Grafschaft Tonnerre aus finanziellen Gründen verkaufen; der Käufer war Kriegsminister Louvois. 1775 wurde das Herzogtum Clermont-Tonnerre für Gaspard de Clermont-Tonnerre, Marschall von Frankreich neu errichtet. Herzog Jules Charles Henri de Clermont-Tonnerre (1720–1794), Marquis de Cruzy, de Vauvillers und Comte d'Épinac, Pair von Frankreich, sowie sein Sohn, Marquis Charles Gaspard de Clermont-Tonnerre, starben während der Französischen Revolution 1794 in Lyon auf der Guillotine.
Der Marquis und spätere Herzog Aimé Marie Gaspard de Clermont-Tonnerre, französischer Kriegsminister, wurde 1823 zum erblichen päpstlichen Fürsten erhoben; seither führen sämtliche Mitglieder der Linie den römischen Prinzentitel (principe romano). Ab 1815 nahm er auch wieder den Rang des Familienoberhaupts als Pair von Frankreich ein. Gegenwärtiges Familienoberhaupt ist Aynard Jean Marie Antoine, Duc de Clermont-Tonnerre (* 1962).

## Schlösser der Clermont
- Château d'Achy (Oise) (19./20. Jh.)
- Château d'Aiguebelette-le-Lac (um 1300 bis 1454)
- Château d’Ancy-le-Franc (Yonne), gebaut 1544 bis 1550 im Stil der Renaissance nach Plänen von Sebastiano Serlio für Antoine III. de Clermont; bis ins 19. Jh. im Besitz der Familie
- Château de Bertangles (Somme), 1611 geerbt, ab 1730 neu erbautes Barockschloss, bis heute im Besitz der Familie
- Château de Bressieux (1403 bis 1420)
- Ruine des Stammsitzes Château de Clermont in ChirensChâteau de Brugny (1788–1932)

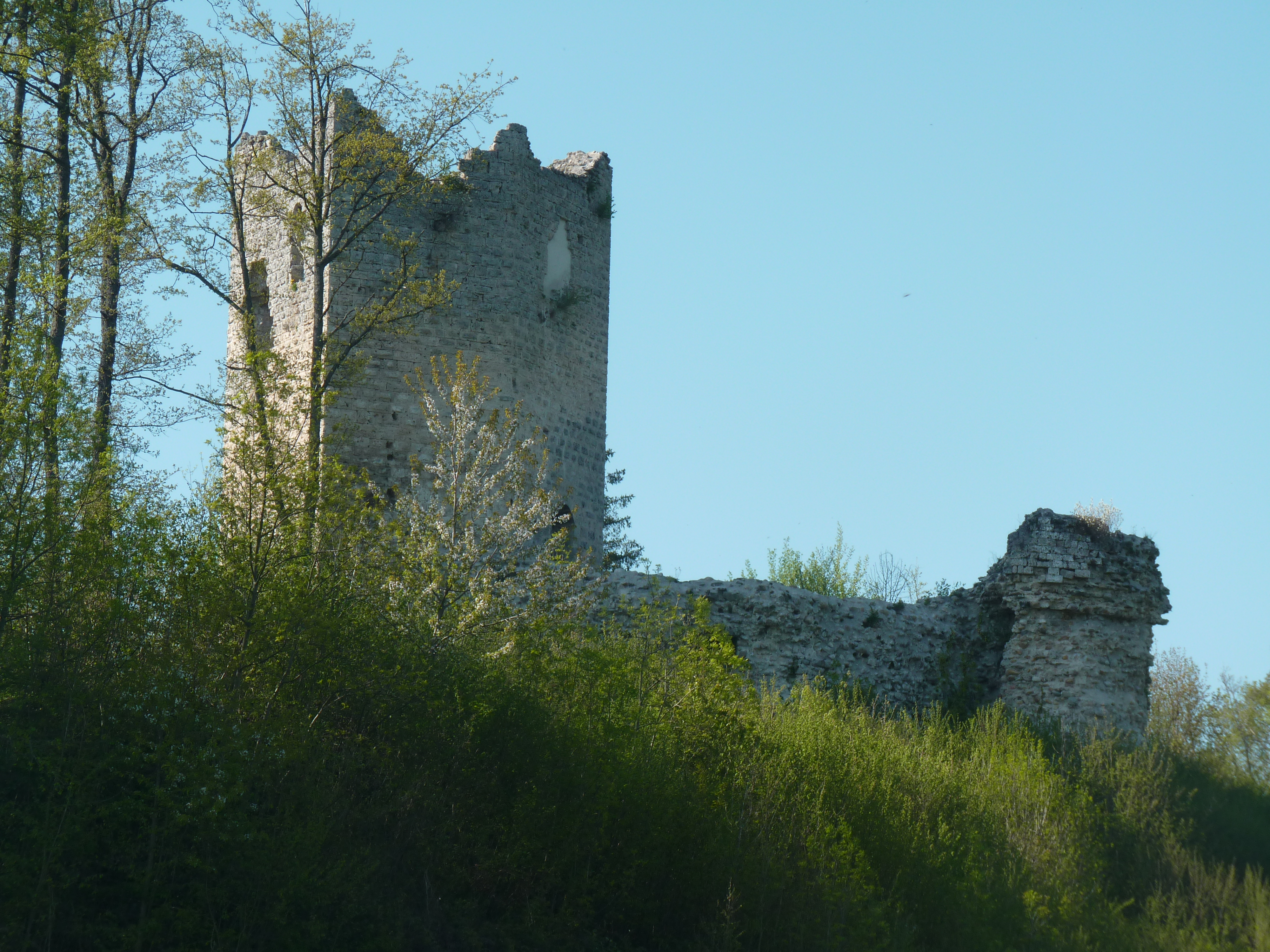
Ruine des Stammsitzes Château de Clermont in Chirens

- Château-Neuf und Château-Vieux in Cessens
- Château de Chatte (Isère)
- Château de Clermont in Chirens, ab 11. Jahrhundert Stammsitz der Familie, 1626 geschleift
- Château de Clermont in Saint-Geoire-en-Valdaine, eine der Burgen dort gehörte bereits dem Stammvater Sibaud I.
- Château de Crépol (ca. 1200 bis 1700)
- Château de Dampierre-sur-Boutonne, Nouvelle-Aquitaine (um 1500)
- Château d'Épinac (1641 bis 1794)
- Château de Glisolles (Eure) (1779 bis 1926)
- Château de Geyssans (1357 bis Anfang 18. Jh.)
- Château de Hautefort (Isère), Saint-Nicolas-de-Macherin (11. Jh. bis 1537)
- Château de La Grange-aux-Ormes, Marly (Moselle) (19. Jh. bis 1923)
- Château de Maupertuis, Lilly (Eure)
- Château de Maulnes (Yonne) in Cruzy-le-Châtel, 1566 bis 1573 als Jagdschloss erbaut
- Château de Messey-sur-Grosne (18. Jh.)
- Château de Montoison (11. Jh. bis 1794)
- Château de Muides-sur-Loire (16. bis 18. Jh.)
- Château du Passage in Le Passage (Isère) (ca. 1342 bis 1470)
- Château de Roussillon (Isère) (18. Jh.)
- Château de Saint Geoire (ab 11. Jh.)
- Château de Surgères (1345 bis 1487)
- Château de Tallard (nach 1496 von Bernardin de Clermont ausgebaut, bis um 1600 im Besitz, dann erneut von 1927 bis 1944)
- Château de Vaulichères in Tonnerre, 1552 durch Louise de Clermont verkauft
- Château de Vauvillers, 1723 erbaut, ab 1775 Residenz des Herzogtums Clermont-Tonnerre
- Château de Virieu in Virieu

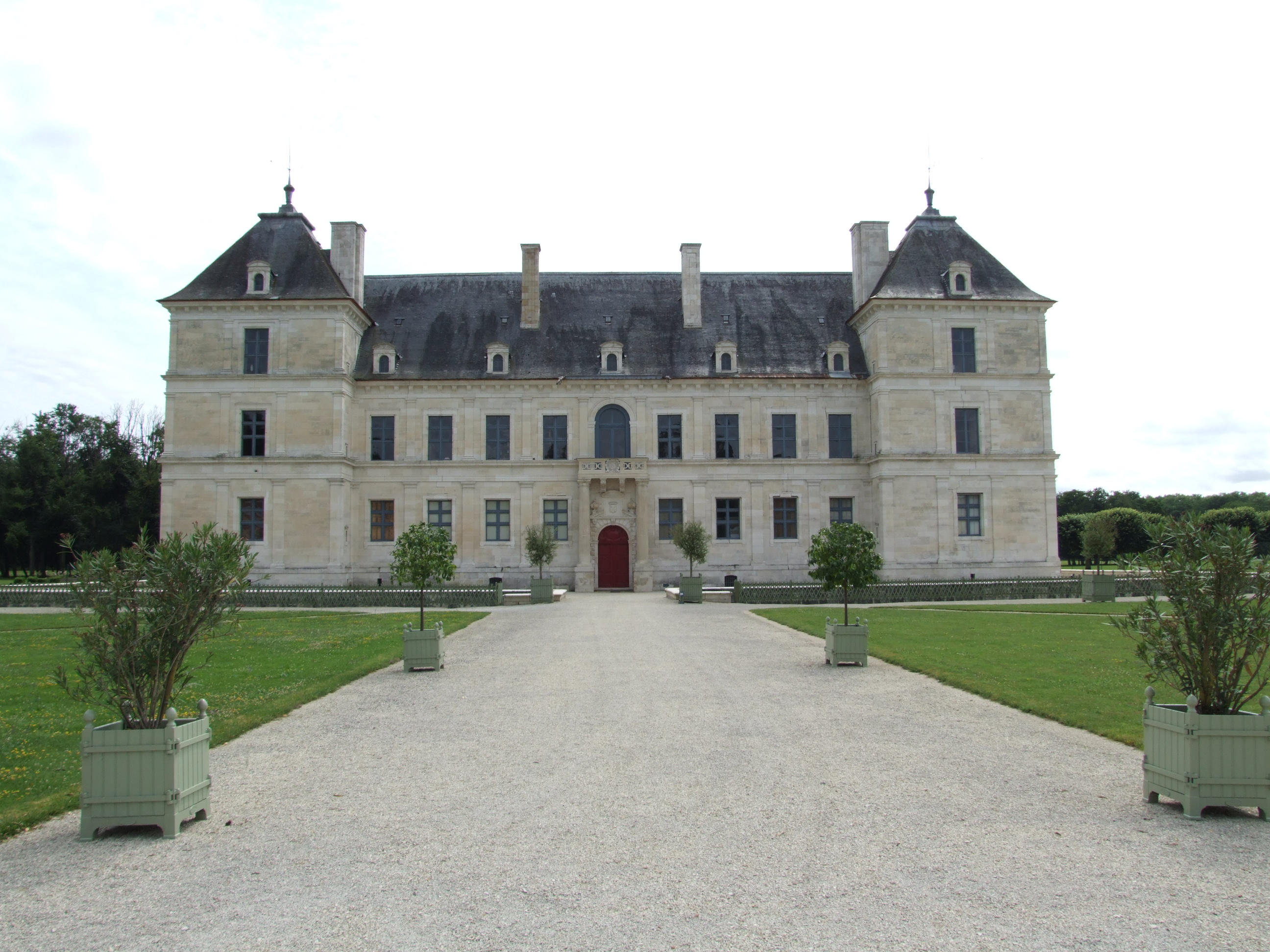
Château d’Ancy-le-Franc (ab 1544 erbaut)
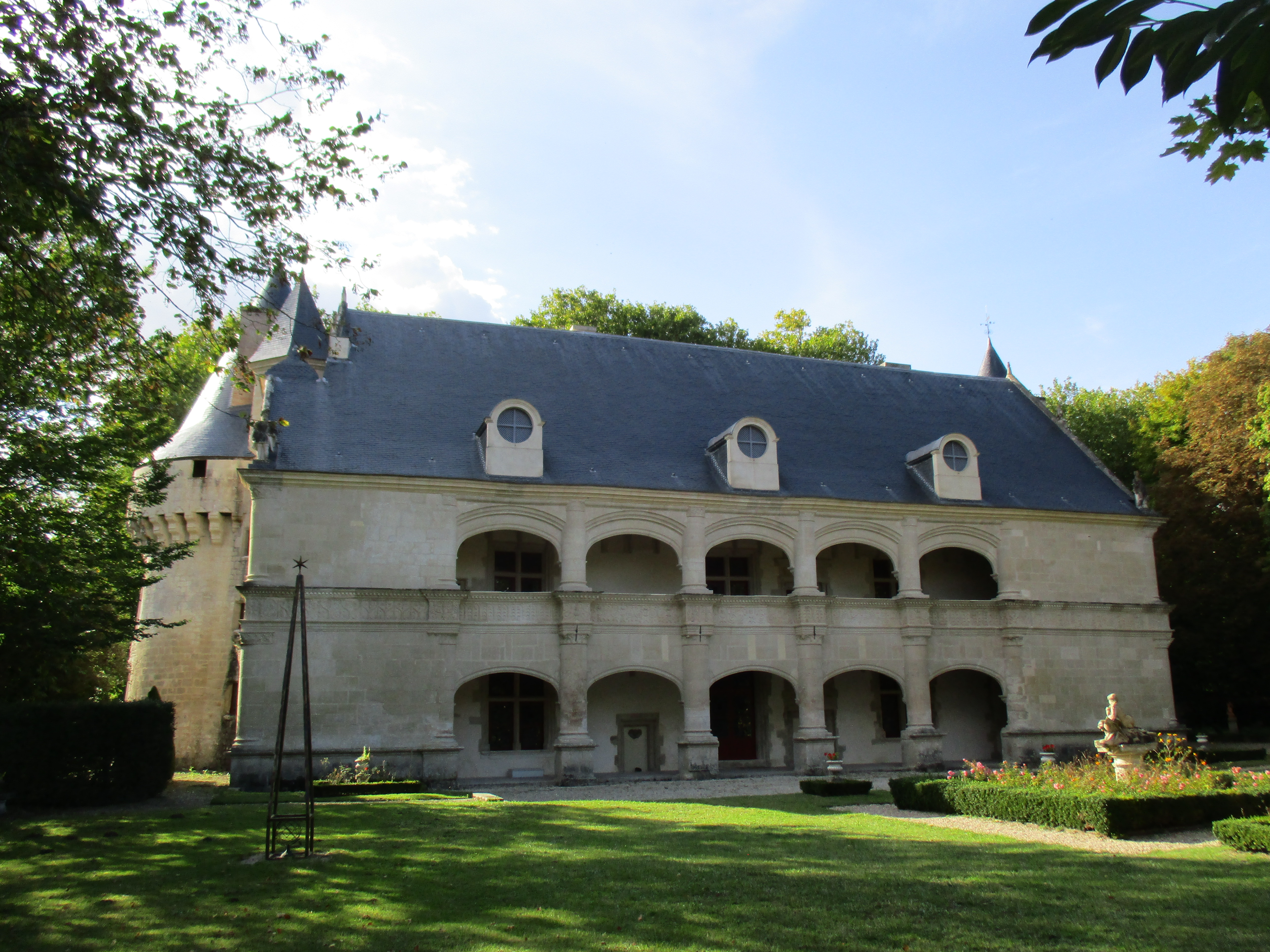
Schloss Dampierre-sur-Boutonne
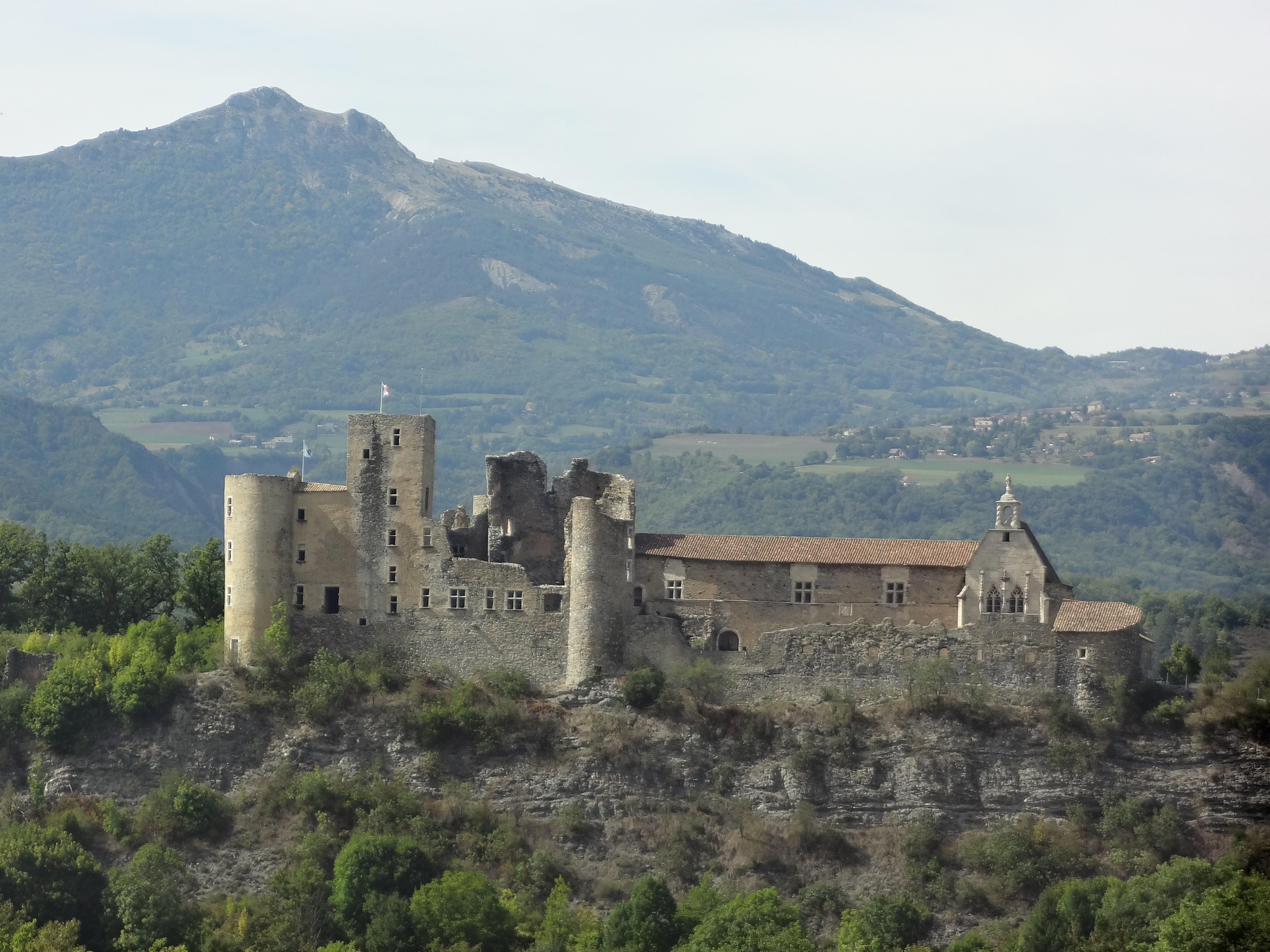
Château de Tallard
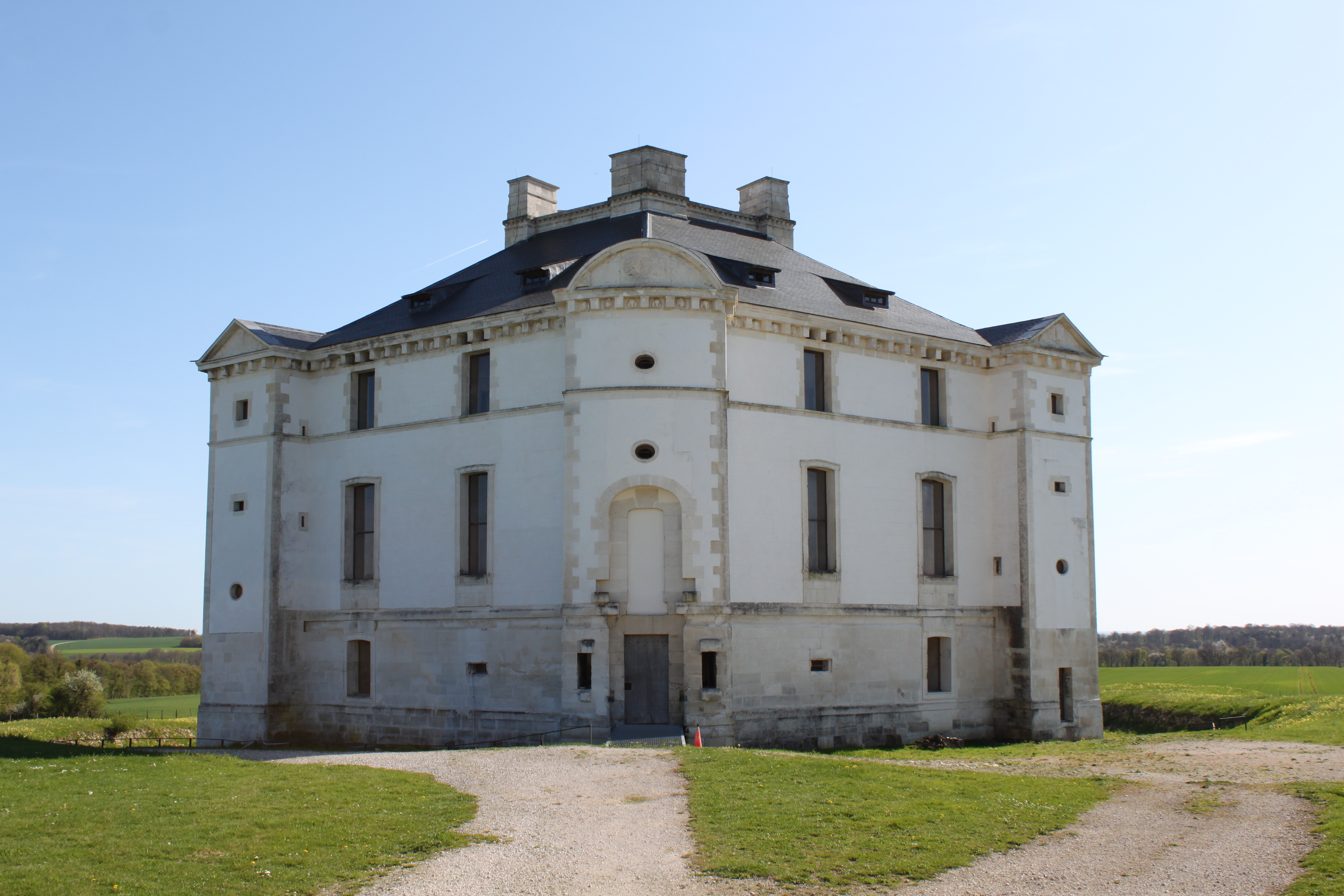
Château de Maulnes, Cruzy (1573–1697)
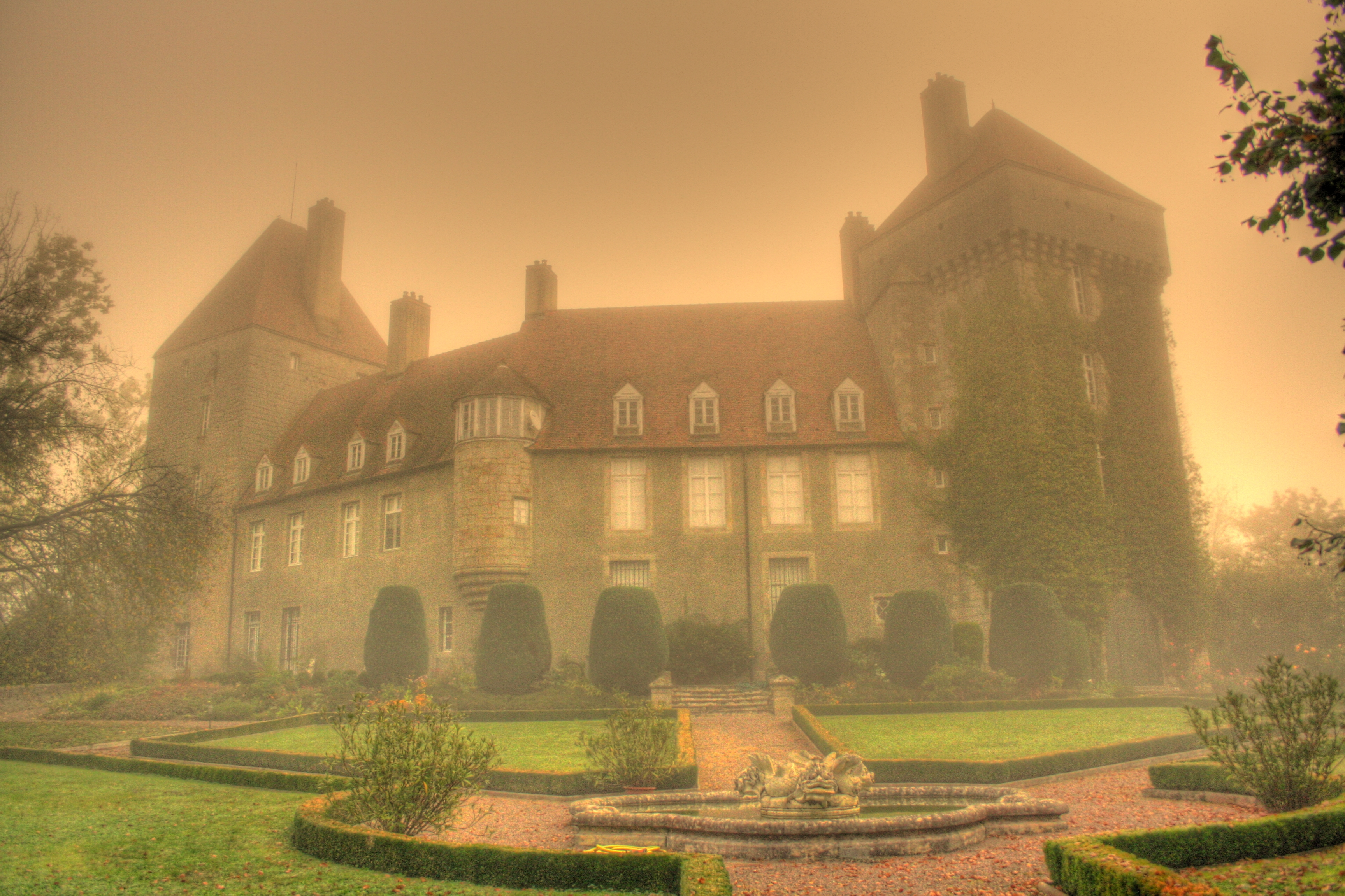
Château d'Épinac (1641 bis 1794)
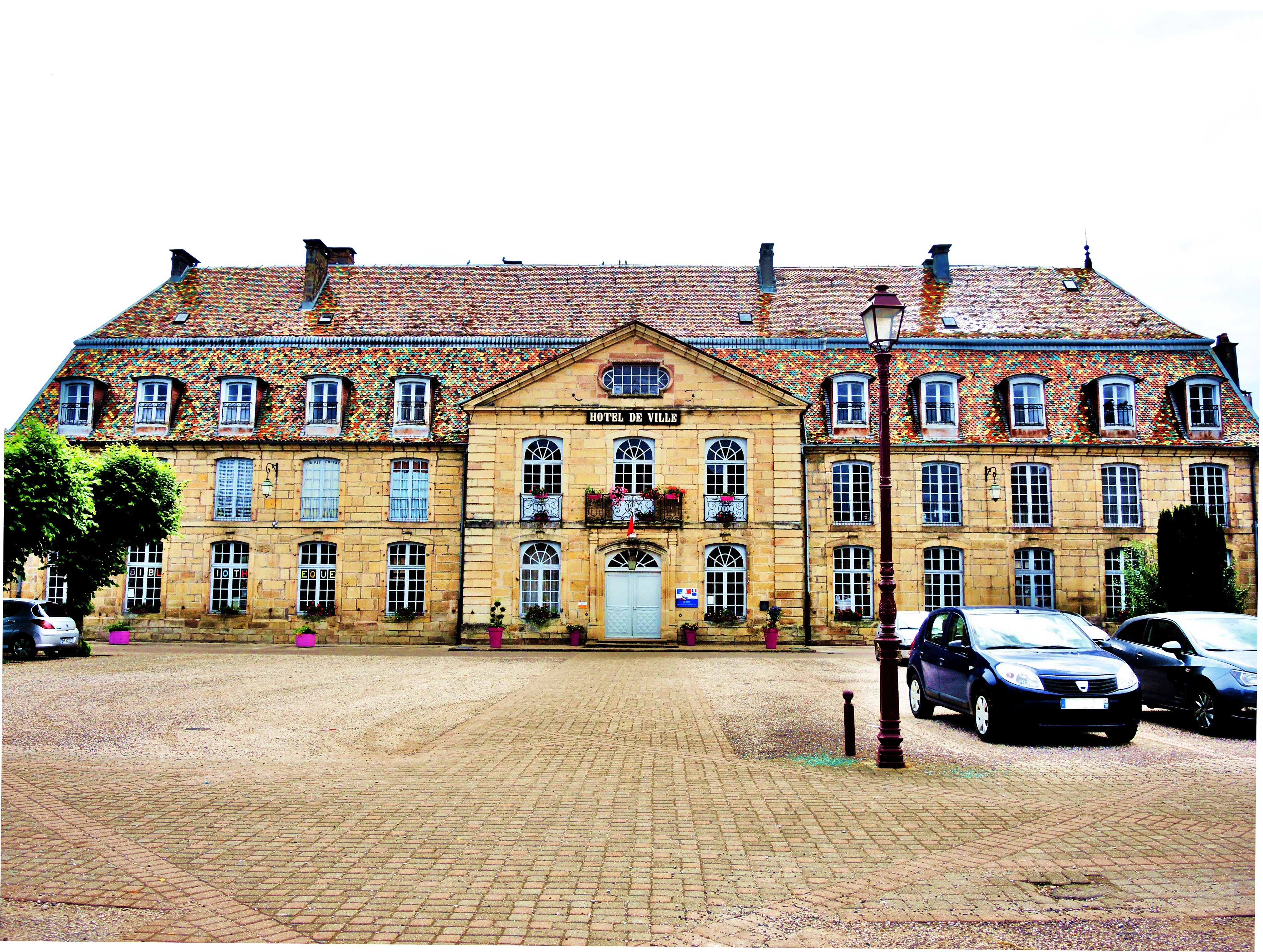
Schloss Vauvillers (Haute-Saône), 1723 erbaut, ab 1775 Residenz des Herzogtums Clermont-Tonnerre
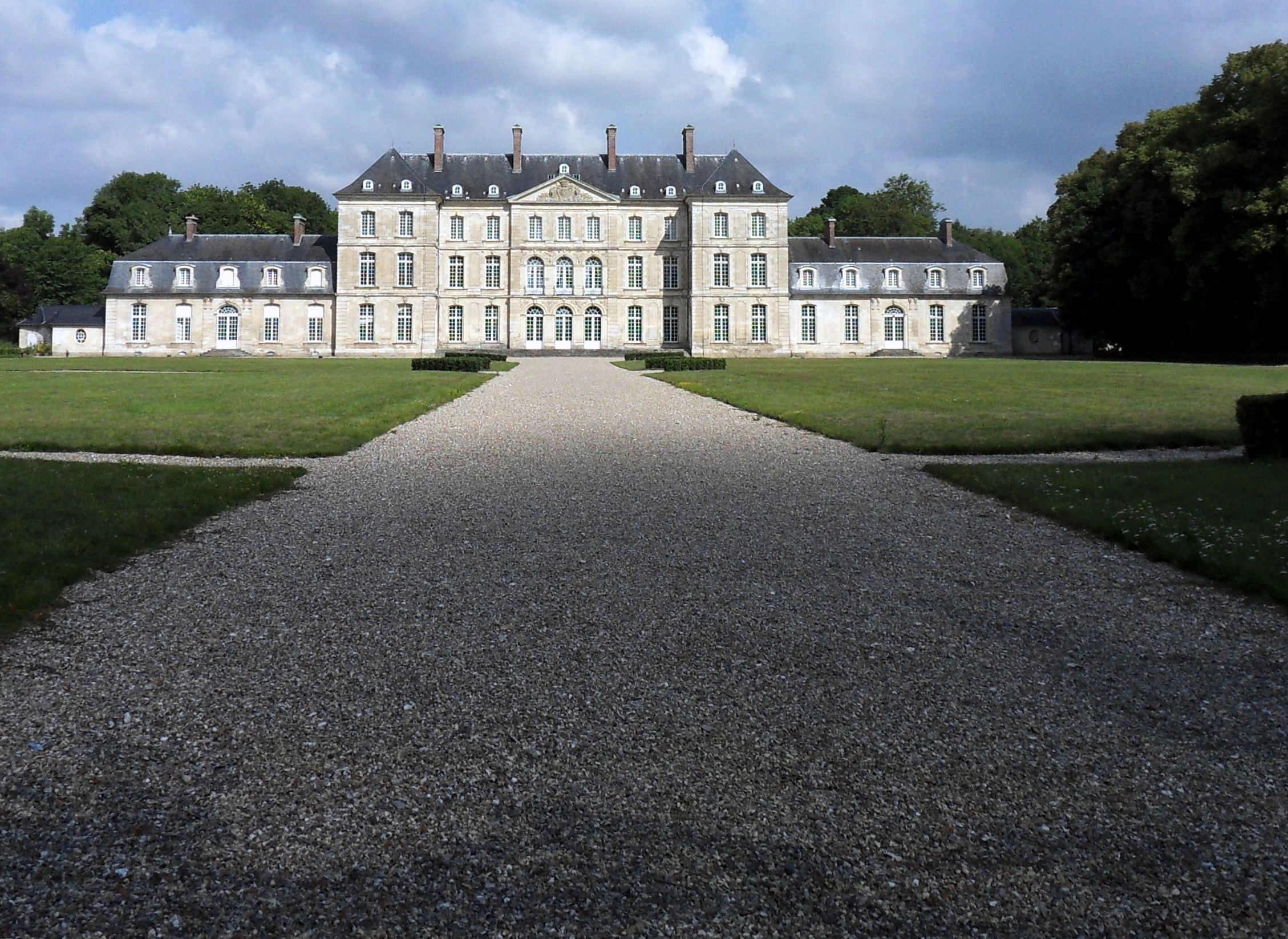
Schloss Bertangles (erbaut 1730), bis heute im Besitz der Familie

## Zweige der Clermont
Stammeltern aller Zweige waren die im Jahr 1080 erwähnten Siboud I., Baron von Clermont, und Adélaïs d'Albon.
- Zweig der Herren von Clermont, dann Grafen von Clermont und Tonnerre
- Zweig der Marquis von Cruzy, dann Herzöge von Clermont-Tonnerre
- Zweig der Grafen von Thoury, dann Marquis von Clermont-Tonnerre (Herr von Bertangles)
- Zweig der Marquis von Montoison
- Zweige der Herren von Hauterives und Surgères
- Zweig der Herren von Chaste, dann Marquis von Charpey und Chaste
- Zweig der Herren von Chaste-Gessans
- Zweig der Marquis von Clermont-Mont-Saint-Jean (in Saint-Pierre-de-Soucy), ansässig in Savoyen, und der Herren von Rubaud

Die meisten dieser Zweige sind ausgestorben, heute sind nur noch der Zweig der Herzöge und der Marquis von Clermont-Tonnerre übrig.

## Vertreter der Familie
- Henri Antoine de Clermont (1540–1573), Kammerherr, 1571 erster Herzog
- Claude Catherine de Clermont, Herzogin von Retz (1543–1603), französische Salonnière
- François de Clermont-Tonnerre (1629–1701),  Bischof von Noyon
- François-Louis de Clermont-Tonnerre (um 1660–1724), Bischof von Langres
- Gaspard de Clermont-Tonnerre (1688–1781), Marschall von Frankreich
- Anne de Clermont-Chaste de Gessans, 1735–1790 letzte Äbtissin der Abtei Chelles
- Anne-Antoine-Jules de Clermont-Tonnerre (1749–1830), Erzbischof von Toulouse, Kardinal
- Stanislas de Clermont-Tonnerre (1747–1792), führender Vertreter der konstitutionellen Monarchisten während der Französischen Revolution
- Aimé Marie Gaspard de Clermont-Tonnerre (1779–1865), französischer General und Minister